# الأندية الأكثر تتويجا بالألقاب القارية في الكرة الطائرة

## الاندية الأكثر تتويجا بالالقاب القارية في الكرة الطائرة
| الترتيب. | الفريق               | الالقاب | القارة  | التفاصيل |
| -------- | -------------------- | ------- | ------- | --- |
| 1        | الاهلي المصري        | 20      | افريقيا | (13) افريقيا ابطال الدوري + (6) افريقيا ابطال الكئوس                                                                                |
| 2        | سيسكا موسكو الروسي   | 16      | اوروبا  | (13) دوري ابطال أوروبا + (3) السوبر الأوروبي                                                                                        |
| 3        | مودينا الايطالي      | 13      | اوروبا  | (4) دوري ابطال أوروبا + (3) كاس الاتحاد الأوروبي + (5) كاس التحدي الأوروبي + (1) كاس السوبر الأوروبي                                |
| 4        | تريفيزو الايطالي     | 12      | اوروبا  | (4) دوري ابطال أوروبا + (2) كاس الاتحاد الأوروبي + (4) كاس التحدي الأوروبي + (2) كاس السوبر الأوروبي                                |
| 5        | بارما الايطالي       | 10      | اوروبا  | (2) دوري ابطال أوروبا + (3) كاس الاتحاد الأوروبي + (2) كاس التحدي الأوروبي + (2) السوبر الأوروبي + (1) بطولة العالم للاندية للطائرة |
| 6        | زينيت كازان          | 7       | اوروبا  | (6) دوري ابطال أوروبا + (1) بطولة العالم للاندية للطائرة                                                                            |
| 7        | كرويزرو البرازيلي    | 7       | CSV     | (4) دوري ابطال أمريكا الجنوبية + (3) بطولة العالم للاندية للطائرة                                                                   |
| 8        | ترينتينو الايطالي    | 7       | اوروبا  | (3) دوري ابطال أوروبا + (4) بطولة العالم للاندية للطائرة                                                                            |
| 9        | بيمنتو فولي الايطالي | 7       | اوروبا  | (3) كاس الاتحاد الأوروبي + (2) كاس التحدي الأوروبي + (3) كاس السوبر الأوروبي                                                        |
| 10       | بايكان طهران         | 7       | اسيا    | (7) دوري ابطال اسيا |